# Mitchell Beal
Mitchell Beal (Colorado Springs, 2 novembre 1992) è un pallavolista statunitense.
Gioca nel ruolo di opposto nello Jona.

## Carriera

### Club
La carriera di Mitchell Beal, figlio dell'allenatore Doug Beal, inizia nei tornei scolastici del Colorado giocando con la Cheyenne Mountain HS e parallelamente a livello giovanile col Front Range. Dopo le scuole superiori, entra a far parte della squadra universitaria della George Mason, in NCAA Division I, dove resta solo nel 2012, trasferendosi poi alla Ohio State, dove milita dal 2013 al 2015.
Nella stagione 2016-17 firma il suo prima contratto professionistico nella Liga A belga, ingaggiato dal VDK Gent, mentre nella stagione seguente gioca in Svizzera, partecipando alla Lega Nazionale A con lo Jona. Per il campionato 2018-19 si accasa nell'Ostrava, nella Extraliga ceca, ritornando nel campionato seguente a difendere i colori dello Jona.